# Pierrefitte-en-Auge
Pierrefitte-en-Auge és un municipi francès situat al departament de Calvados i a la regió de Normandia. L'any 2007 tenia 146 habitants.

## Demografia

### Població
El 2007 la població de fet de Pierrefitte-en-Auge era de 146 persones. Hi havia 51 famílies de les quals 8 eren unipersonals (8 homes vivint sols), 12 parelles sense fills, 23 parelles amb fills i 8 famílies monoparentals amb fills.
La població ha evolucionat segons el següent gràfic:
Habitants censats

### Habitatges
El 2007 hi havia 106 habitatges, 55 eren l'habitatge principal de la família, 47 eren segones residències i 4 estaven desocupats. 102 eren cases i 2 eren apartaments. Dels 55 habitatges principals, 38 estaven ocupats pels seus propietaris, 12 estaven llogats i ocupats pels llogaters i 5 estaven cedits a títol gratuït; 3 tenien dues cambres, 8 en tenien tres, 10 en tenien quatre i 35 en tenien cinc o més. 48 habitatges disposaven pel capbaix d'una plaça de pàrquing. A 25 habitatges hi havia un automòbil i a 29 n'hi havia dos o més.

### Piràmide de població
La piràmide de població per edats i sexe el 2009 era:
| Homes | Edats   | Dones |
| ----- | ------- | ----- |
| 0     | 95 o +  | 0     |
| 0     | 90 a 94 | 0     |
| 0     | 85 a 89 | 0     |
| 0     | 80 a 84 | 0     |
| 0     | 75 a 79 | 0     |
| 0     | 70 a 74 | 12    |
| 8     | 65 a 69 | 4     |
| 8     | 60 a 64 | 4     |
| 4     | 55 a 59 | 4     |
| 8     | 50 a 54 | 12    |
| 4     | 45 a 49 | 0     |
| 4     | 40 a 44 | 4     |
| 4     | 35 a 39 | 0     |
| 4     | 30 a 34 | 4     |
| 4     | 25 a 29 | 0     |
| 0     | 20 a 24 | 0     |
| 4     | 15 a 19 | 0     |
| 0     | 10 a 14 | 0     |
| 8     | 5 a 9   | 0     |
| 4     | 0 a 4   | 4     |

## Economia
El 2007 la població en edat de treballar era de 88 persones, 57 eren actives i 31 eren inactives. De les 57 persones actives 54 estaven ocupades (35 homes i 19 dones) i 3 estaven aturades (3 dones i 3 dones). De les 31 persones inactives 13 estaven jubilades, 6 estaven estudiant i 12 estaven classificades com a «altres inactius».

### Ingressos
El 2009 a Pierrefitte-en-Auge hi havia 52 unitats fiscals que integraven 138 persones, la mediana anual d'ingressos fiscals per persona era de 17.968 €.

### Activitats econòmiques
Dels 9 establiments que hi havia el 2007, 1 era d'una empresa de comerç i reparació d'automòbils, 1 d'una empresa d'hostatgeria i restauració, 1 d'una empresa d'informació i comunicació, 1 d'una empresa financera, 1 d'una empresa immobiliària i 4 d'empreses de serveis.
L'únic servei als particulars que hi havia el 2009 era un restaurant.
L'any 2000 a Pierrefitte-en-Auge hi havia 9 explotacions agrícoles que ocupaven un total de 304 hectàrees.

## Poblacions més properes
El següent diagrama mostra les poblacions més properes.